# Andrea Guardini
Andrea Guardini (ur. 12 czerwca 1989 w Tregnano) – włoski kolarz szosowy, mistrz Europy juniorów.
Jest mistrzem Europy juniorów na torze z 2007 z Chociebuża w konkurencji keirin i dwukrotnym mistrzem Włoch juniorów w sprincie. Od 2010 zawodowiec. W 2011 odniósł kilka zwycięstw etapowych w prestiżowych wyścigach w Azji. Jest sprinterem.
W 2012 wygrał 18. etap w Giro d'Italia, zwyciężając po finiszu z peletonu na płaskim etapie.

## Ważniejsze zwycięstwa i sukcesy
2007
- 1. miejsce w mistrzostwach Europy juniorów w keirin

2011
- 1. miejsce na 1., 2., 6., 7. i 10. etapie Tour de Langkawi
- 1. miejsce na 5. etapie Tour of Qatar
- 1. miejsce na 1. i 7. etapie Tour of Turkey
- 1. miejsce na 5. etapie Volta a Portugal

2012
- 1. miejsce na 2., 3., 4., 8., 9. i 10. etapie Tour de Langkawi
- 1. miejsce na 9., 10. i 12. etapie Tour of Qinghai Lake
- 1. miejsce na 18. etapie Giro d'Italia

2013
- 1. miejsce na 7. etapie Tour de Langkawi
- 1. miejsce na 1. etapie Eneco Tour

2014
- 1. miejsce na 3. i 10. etapie Tour de Langkawi
- 1. miejsce na 1. etapie Eneco Tour

2015
- 1. miejsce w klasyfikacji punktowej Tour of Oman
  - 1. miejsce na 1. etapie
- 1. miejsce na 1., 2., 4. i 8. etapie Tour de Langkawi
- 1. miejsce na 1. etapie Abu Dhabi Tour

2016
- 1. miejsce w klasyfikacji punktowej Tour de Langkawi
  - 1. miejsce na 1., 5., 7. i 8. etapie

2018
- 1. miejsce na 1. i 8. etapie Tour de Langkawi
- 1. miejsce na 4. etapie Tour of Hainan

2021
- 3. miejsce w Tour of Szeklerland
  - 1. miejsce na 1. i 3. etapie